# Isohypsibius ronsisvallei
Isohypsibius ronsisvallei är en djurart som tillhör fylumet trögkrypare, och som beskrevs av Maria Grazia Binda och Giovanni Pilato 1969. Isohypsibius ronsisvallei ingår i släktet Isohypsibius och familjen Hypsibiidae. Inga underarter finns listade i Catalogue of Life.